# División de Honor de Béisbol
La División de Honor è il massimo campionato di baseball spagnolo e viene organizzato dalla federazione spagnola. Viene giocato abitualmente da marzo a luglio da dodici squadre.

## Storia
La prima Liga Nacional nacque nel 1958, tuttavia soltanto nel 1986, con la divisione della stessa in División de Honor e Primera División A, divenne la competizione più importante in Spagna. Prima di quell'anno era il Campeonato de España (detto anche Copa del Rey) il torneo che stabiliva la squadra campione di Spagna.
La prima edizione del 1958 vide come partecipanti le quattro squadre campioni regionali e venne vinta dall'Hercules Las Corts. Seguirono due titoli del Real Madrid ed uno del Picadero; dopo il 1961, però, la competizione non fu più organizzata per dieci anni. Fu poi giocato nel 1973 e nel 1974 (entrambe le edizioni furono appannaggio del Picadero), quindi, dopo una pausa di tre anni, si riprese a disputarlo con continuità a a partire dal 1978.
L'attuale División de Honor, nata nel 1986, fu dominata fino al 2002 esclusivamente dal Viladecans. Protagonisti del XXI secolo sono stati invece, finora, i Tenerife Marlins di Puerto de la Cruz. Dal 2021 le prime due classificate si contendono il titolo in una finale al meglio delle 5 gare, nota come Spanish Series.

## Squadre partecipanti nel 2021
| Squadra                 | Stadio                               | Città                 |
| ----------------------- | ------------------------------------ | --------------------- |
| CB Antorcha Valencia    | Campo Federativo del Turia           | Valencia              |
| CB Astros Valencia      | Campo Federativo del Turia           | Valencia              |
| Club Beisbol Barcelona  | Camp Municipal Carlos Pérez de Rozas | Barcellona            |
| CBS Gavà                | Campo Municipal Can Torelló          | Gavà                  |
| CBS Miralbueno          | Campo Municipal de Miralbueno        | Saragozza             |
| Béisbol Navarra         | Instalaciones Deportivas El Soto     | Pamplona              |
| Club Deportivo Pamplona | Instalaciones Deportivas El Soto     | Pamplona              |
| CBS Rivas               | Polideportivo Municipal Cerro        | Rivas-Vaciamadrid     |
| San Inazio Béisbol      | Polideportivo El Fango               | Bilbao                |
| CBS Sant Boi            | Campo Municipal de Béisbol           | Sant Boi de Llobregat |
| Tenerife Marlins        | Centro Insular de Béisbol            | Puerto de la Cruz     |
| CB Viladecans           | Estadi Olimpic de Viladecans         | Viladecans            |

## Albo d’oro dei campioni di Spagna

### Campeonato de España
| - 1944: RCD Espanyol - 1945: Real Madrid - 1946: FC Barcelona - 1947: FC Barcelona - 1948: Real Madrid - 1949: Atlético Madrid - 1950: Real Madrid - 1951: Atlético Madrid - 1952: Atlético Madrid - 1953: RCD Espanyol - 1954: Hèrcules Les Corts - 1955: Real Madrid - 1956: FC Barcelona - 1957: Picadero JC - 1958: Hèrcules Les Corts - 1959: Real Madrid - 1960: Real Madrid - 1961: Real Madrid - 1962: Picadero JC - 1963: Real Madrid - 1964: Picadero JC | - 1965: El Corte Inglés de Madrid - 1966: Piratas de Madrid - 1967: Piratas de Madrid - 1968: El Corte Inglés de Madrid - 1969: El Corte Inglés de Madrid - 1970: Rayo Vallecano - 1971: Madrid BC - 1972: Madrid BC - 1973: Condepols (Madrid BC) - 1974: Condepols (Madrid BC) - 1975: Condepols (Madrid BC) - 1976: Johnson de Madrid - 1977: Catalunya BC - 1978: Condepols (Madrid BC) - 1979: Condepols (Madrid BC) - 1980: Condepols (Madrid BC) - 1981: Piratas de Madrid - 1982: Viladecans - 1983: Viladecans - 1984: Viladecans - 1985: Viladecans |

### División de Honor
| - 1986: Viladecans - 1987: Viladecans - 1988: Viladecans - 1989: Viladecans - 1990: Viladecans - 1991: Viladecans - 1992: Viladecans - 1993: Viladecans - 1994: Viladecans - 1995: Viladecans - 1996: Viladecans - 1997: Viladecans - 1998: Viladecans - 1999: Viladecans - 2000: Viladecans - 2001: Viladecans - 2002: Viladecans - 2003: Sant Boi - 2004: Rojos de Candelaria | - 2005: Marlins Puerto Cruz - 2006: Marlins Puerto Cruz - 2007: Marlins Puerto Cruz - 2008: Marlins Puerto Cruz - 2009: Marlins Puerto Cruz - 2010: Sant Boi - 2011: FC Barcelona - 2012: Club Beisbol Barcelona - 2013: Marlins Puerto Cruz - 2014: Marlins Puerto Cruz - 2015: Marlins Puerto Cruz - 2016: Astros Valencia - 2017: Marlins Puerto Cruz - 2018: Marlins Puerto Cruz - 2019: Marlins Puerto Cruz - 2020: Astros Valencia - 2021: Marlins Puerto Cruz - 2022: Marlins Puerto Cruz |

## Titoli per squadra
| Squadra                   | Titoli | Stagioni |
| Viladecans                | 21     | 1982, 1983, 1984, 1985, 1986, 1987, 1988, 1989, 1990, 1991, 1992, 1993, 1994, 1995, 1996, 1997, 1998, 1999, 2000, 2001, 2002 |
| Tenerife Marlins          | 13     | 2005, 2006, 2007, 2008, 2009, 2013, 2014, 2015, 2017, 2018, 2019, 2021, 2022                                                 |
| Real Madrid               | 8      | 1945, 1948, 1950, 1955, 1959, 1960, 1961, 1963                                                                               |
| Condepols Madrid BC       | 8      | 1971, 1972, 1973, 1974, 1975, 1978, 1979, 1980                                                                               |
| FC Barcelona              | 4      | 1946, 1947, 1956, 2011 |
| Atlético Madrid           | 3      | 1949, 1951, 1952 |
| Picadero JC               | 3      | 1957, 1962, 1964 |
| El Corte Inglés de Madrid | 3      | 1965, 1968, 1969 |
| Piratas de Madrid         | 3      | 1966, 1967, 1980 |
| RCD Espanyol              | 2      | 1944, 1953 |
| Hèrcules Les Corts        | 2      | 1954, 1958 |
| Sant Boi                  | 2      | 2003, 2010 |
| Astros Valencia           | 2      | 2016, 2020 |
| Rayo Vallecano            | 1      | 1970 |
| Johnson de Madrid         | 1      | 1976 |
| Catalunya BC              | 1      | 1977 |
| Rojos de Candelaria       | 1      | 2004 |
| Club Beisbol Barcelona    | 1      | 2012 |